# Manuel de Faria e Sousa
Pour les articles homonymes, voir Faria.
Manuel de Faria e Sousa (prononciation IPA [mɐ.nu.'ɛɫ dɨ fɐ.'ɾi.ɐ i 'so.zɐ]; en espagnol "Faria y Sousa"), (18 mars 1590 à Souto - 3 juin 1649 à Madrid) est un historien et poète portugais.

## Biographie
Il entra très jeune en qualité de gentilhomme chez don Gonzalo, évêque de Porto et s'attacha ensuite à la cour d'Espagne. Il suivit en 1631, comme secrétaire, le marquis de Castel Rodrigo dans son ambassade à Rome, puis revint se fixer à Madrid, où il passa le reste de sa vie dans la culture des lettres. 
La majeure partie de son œuvre est en langue espagnole, ayant vécu, à Madrid, pendant la « Monarchie duale », c'est-à-dire l'époque (1580-1640) où le Portugal faisait partie de la monarchie espagnole, où les rois d'Espagne — Philippe II, Philippe III, et Philippe IV — devenaient respectivement Philippe Ier, Philippe II et Philippe III du Portugal ; mais surtout parce qu'à l'époque le castillan était lingua franca européenne, et permettait donc de répandre ses idées et ses connaissances le plus largement possible. 
D'ailleurs ses sujets de prédilection presque obsessionnels étaient l'Histoire du Portugal, de ses découvertes et conquêtes, qu'il évoque dans ses monumentales "Europa Portugueza", Africa Portugueza, et Asia Portugueza ; ainsi que le grand poète portugais Luis de Camoens (Luís de Camões), qu'il appelait "mon poète", un peu comme Dante appelait Virgile "mi autore".
Il fit des Lusiadas, et des Rimas (Rimes) de cet auteur des éditions incontournables, avec des "commentaires" d'une immense érudition qui sont aujourd'hui la base de toute étude "Camonienne", pour le meilleur et pour le pire, car apparemment il ne se priva pas parfois d'arranger certains vers, et d'ajouter au corpus de Camões des poèmes qui n'étaient pas de lui mais qui en étaient si dignes qu'en conscience, il les lui accorda. Il faut savoir qu'à l'époque beaucoup de poèmes de Camões n'avaient jamais été publiés et circulaient dans des manuscrits appelés « Cancioneiros », parfois de façon anonyme, parfois sous les noms de différents auteurs, etc. Faria fut un infatigable bibliophile et c'est grâce à lui que beaucoup de la poésie portugaise maniériste a été sauvée de l'oubli, car nombre de ces manuscrits n'existent plus.
Après la restauration de la monarchie portugaise, il resta en Espagne, ce que beaucoup de Portugais (par la suite) ne lui pardonnèrent pas. Il servit pourtant d'espion au nouveau roi  D. João IV, et communiquait avec lui semble-t-il sous l'alibi de recherches de partitions anciennes qu'il lui envoyait.
À sa mort, son fils vint s'installer au Portugal, et c'est à lui que nous devons la publication de ses œuvres posthumes, publication qu'il ne put malheureusement mener à son terme.

## Œuvres

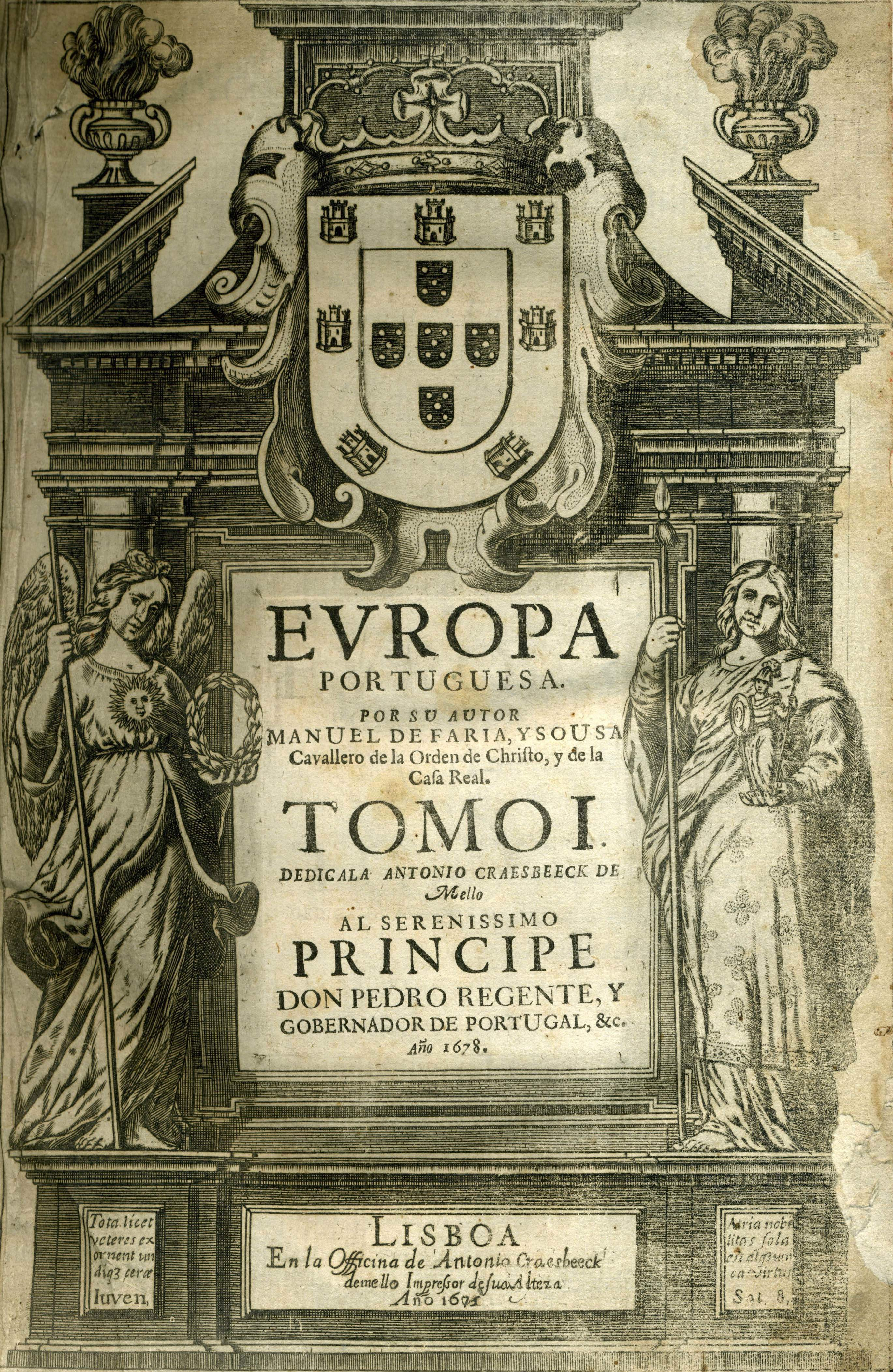
Frontispice de Europa Portuguesa, 1678

- Muerte de Jesus y llanto de Maria. Madrid, 1623
- Fabula de Narciso e Echo. Lisboa, 1623. En portugais
- Divinas e humanas flores. Madrid, por Diego Flamenco 1624
- Noches claras. Madrid, por Diego Flamenco 1624
- Fuente de Aganipe y Rimas varias. Madrid, por Sanchez 1644, et 1646. Poésies en portugais et castillan. En sept parties :
  - 1a : 600 sonetos
  - 2a : 12 poemas em outava rythma, silvas e sextinas
  - 3a : canciones, odes, madrigales, sextinas y tercetos
  - 4a : 20 églogas
  - 5a : redondillas, glosas, cantilenas, decimas, romances, epigramas
  - 6a : "Musa nueva" com sonetos, oitavas, tercetos, canções, etc. reduzidos a versos octosilabos
  - 7a : "Engenho" de acrostichos, esdrúxulos, ecos, etc.

Toutes ces sept parties sont précédées de discours pleins d'érudition, sur les sortes de poésies comprises en chacune d'elles.
- Epithalamio de los casamientos de los señores Marqueses de Molina. Saragoça, 1624
- Epitome de las historias portuguesas. Madrid, por Francisco martinez, 1628

C'est la même œuvre que l'auteur corrigea et amplifia sous le titre "Europa portuguesa"
- Escuriale por Jacobum Gibbes Anglum. Madrid, 1658. traduction en espagnol d'une description de l'Escurial en latin.
- Lusiadas de Luis de Camoens, principe de los poetas de España. Comentadas. Madrid, por Juan Sanches, 1639[1].

Faria dit qu'il commença cette œuvre en 1614, et qu'il y consacra vingt cinq ans, examinant plus de mille auteurs, et parmi eux trois cents italiens.
- Informacion a favor de Manuel de faria y sousa etc., 1640
- Peregrino instruido
- Imperio de la China e cultura evangelica en el, etc.
- Nenia : poema acrostico a la reyna de España D. Isabel de Bourbon. Madrid, 1644
- Nobiliario del Conde de Barcellos D. Pedro, hijo delrey D. Dionis de Portugal, traducido etc. Madrid, 1646

### Éditions posthumes
- El gran justicia de Aragon Don Martin Baptista de Lanuza. Madrid, 1650
- Asia Portuguesa. 3 tomes :
  - 1° Lisboa, Henrique Valente de Oliveira, 1666 : Histoire de l'Inde, depuis sa découverte jusqu'en l'an 1538.
  - 2° Lisboa, Antonio Craesbeeck de Mello, 1674 : Histoire de l'Inde, de 1538 à 1581
  - 3° Lisboa, ibidem, 1675 : Histoire de l'Inde, pendant la domination castillane(1581 - 1640).

- Europa Portuguesa. 3 tomes :
  - 1° Lisboa, Antonio Craesbeeck de Mello, 1678 : Du déluge universel au Portugal avec son propre roi.
  - 2° Lisboa, Ibid, 1679 : Gouvernement du comte D. Henrique jusqu'à la fin du règne de D. João III.
  - 3° Lisboa, Ibid, 1680 : Du roi D. Sebastião jusqu'à Filipe III de Portugal (Philippe IV d'Espagne).

- África Portuguesa. Lisboa, Antonio Craesbeeck de Mello, 1681 : Histoire des conquêtes à partir de D. João I jusqu'en 1562.
- Rimas varias de Luis de Camoens, etc. comentadas. Lisboa, Theotonio Damaso de Mello, 1685.

## Source
Cet article comprend des extraits du Dictionnaire Bouillet. Il est possible de supprimer cette indication, si le texte reflète le savoir actuel sur ce thème, si les sources sont citées, s'il satisfait aux exigences linguistiques actuelles et s'il ne contient pas de propos qui vont à l'encontre des règles de neutralité de Wikipédia.
1. ↑  « Les Lusiades », sur World Digital Library, 1800-1882 (consulté le 31 août 2013)